# Горониозавр
Горониозавр (лат. Goronyosaurus, от Горонио — название региона и города в Нигерии и др.-греч. σαῦρος «ящерица») — вымерший род рептилий из семейства мозазавров (Mosasauridae). Типовой и единственный вид – Goronyosaurus nigeriensis. Окаменелости обнаружены в отложениях позднего мела (маастрихтский ярус) Нигерии и Нигера.
Таксономия животного недостаточно ясна. В 2020 году род включён в общую кладу с Angolasaurus и Selmasaurus в подсемействе Plioplatecarpinae.

## Открытие
Описан в 1930 году У. Свинтоном как Mosasaurus nigeriensis на основании обломков челюстных костей из маастрихта Нигерии. В особый род выделен в 1972 году группой итальянских исследователей на основании новых находок.

## Описание

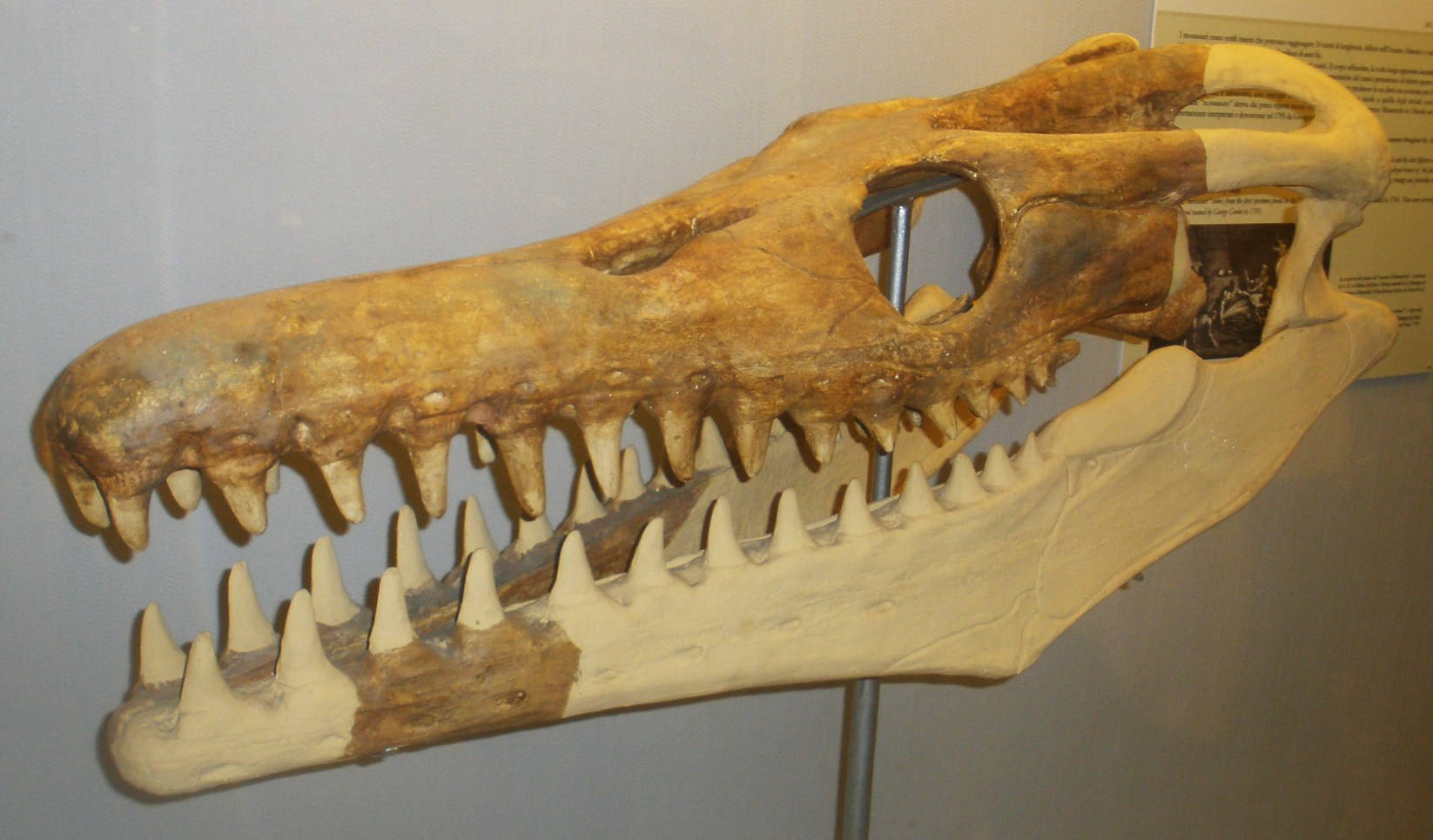
Череп горониозавра

Отличается длинной мордой, с очень крупными немногочисленными зубами (около 10 в каждой половине челюсти), между зубами — глубокие ямки, куда входили вершины зубов противолежащей челюсти. Имеются «клыки» на премаксилле, нижняя челюсть чуть длиннее верхней. Челюстная мускулатура сдвинута назад, как у рыбоядных крокодилов, что указывает на возможность быстрого захлопывания челюстей. Глаза маленькие (относительно самые маленькие среди мозазавров), кончик морды несет ямки — следы нервных окончаний. По-видимому, кончик морды был весьма чувствительным. Не исключено, что животное обитало в мутной воде (в эстуариях рек). Длина черепа известных образцов варьируется от 48 до 78 см, в то время как длина нижней челюсти превышает 70 см. Общая длина была около 6—7 метров, хотя, по стандартным пропорциям тилозаврин составляла скорей около 5-5.5 метров.

## Палеоэкология
Некоторые особенности строения черепа, такие как относительно маленькие глаза, указывают на то, что горониозавры обитали в мутных прибрежных водах, лиманах и устьях рек. Возможно, питались подобно современным крокодилам (на что указывает строение челюстной мускулатуры, способной генерировать высокое давление) и использовали свои длинные зубы для быстрого умерщвления жертвы. В рацион горониозавров могли входить, например, детеныши других мозазавров и различные рыбы, вроде костных рыб, скатов и акул, в последнее время также высказывается мысль о возможности его питания рыбоядными крокодиломорфами-дирозавридами, найденными в тех же отложениях, молодью черепах и даже зашедшими в воду наземными животными, что еще больше напоминает пищевые привычки современных крокодилов.